# Золотистобрюхий травяной попугайчик
Золотистобрюхий травяной попугайчик, или оранжевобрюхий травяной попугайчик (лат. Neophema chrysogaster) — птица отряда попугаеобразных.

## Внешний вид
Длина тела около 20 см Окраска оперения зелёная. Лоб синий с голубым окаймлением. Лицевая зона желтоватая. Брюшко и грудь — оливково-болотные. Подхвостье и низ брюшка жёлтые, на брюшке внизу ало-оранжевое пятно. Изгиб крыла фиолетовый. Клюв серый. Радужка коричневая. Лапы серые. Самка бледнее. Лоб синий. Пятно на брюшке меньше и менее выражено. У некоторых самок на внутренней стороне крыла имеется белая полоса. У самцов она всегда отсутствует.

## Распространение
Обитает на юго-западе Тасмании; зимой на юге и юго-востоке Нового Южного Уэльса, в Виктории, на острове Кинг.

## Образ жизни
Населяют прибрежные зоны, с низкой растительностью, луга, топи, болота, лагуны с невысокими деревьями, встречаются на полях подсолнуха.

## Размножение
Гнёзда устраивают в ноябре-декабре в дуплах эвкалиптов. В кладке 4-6 яиц. Насиживание длится 21 день, в 38-дневном возрасте молодняк покидает гнездо.

## Угрозы и охрана
Очень редок. В начале 1990-х годов в дикой природе насчитывали порядка 201 особь. В Австралии защищён законом.